# KkStB 260
| KFNB VIII / kkStB 260 / BBÖ 260 / ÖBB 154 / ČSD 333.1 / PKP Ti11 / JDŽ 130 | KFNB VIII / kkStB 260 / BBÖ 260 / ÖBB 154 / ČSD 333.1 / PKP Ti11 / JDŽ 130 | KFNB VIII / kkStB 260 / BBÖ 260 / ÖBB 154 / ČSD 333.1 / PKP Ti11 / JDŽ 130 | KFNB VIII / kkStB 260 / BBÖ 260 / ÖBB 154 / ČSD 333.1 / PKP Ti11 / JDŽ 130 | KFNB VIII / kkStB 260 / BBÖ 260 / ÖBB 154 / ČSD 333.1 / PKP Ti11 / JDŽ 130 | KFNB VIII / kkStB 260 / BBÖ 260 / ÖBB 154 / ČSD 333.1 / PKP Ti11 / JDŽ 130 |          |
| -------------------------------------------------------------------------- | -------------------------------------------------------------------------- | -------------------------------------------------------------------------- | -------------------------------------------------------------------------- | -------------------------------------------------------------------------- | -------------------------------------------------------------------------- | -------- |
| KFNB VIII 553 später kkStB/BBO 260.33                                      |                                                                            |                                                                            |                                                                            |                                                                            |                                                                            |          |
| Technische Daten                                                           |                                                                            |                                                                            |                                                                            |                                                                            |                                                                            |          |
| Nummernbereich                                                             | 525–530                                                                    | 531–535                                                                    | 537–575                                                                    | 576–631                                                                    | 632–745                                                                    |          |
| Bauart                                                                     | 1'C n2v                                                                    | 1'C n2                                                                     | 1'C n2v                                                                    | 1'C n2v                                                                    | 1'C n2v                                                                    |          |
| Zylinder-Ø                                                                 | 740/480 mm                                                                 | 460 mm                                                                     | 740/480 mm                                                                 | 740/480 mm                                                                 | 740/480 mm                                                                 |          |
| Kolbenhub                                                                  | 660 mm                                                                     | 660 mm                                                                     | 660 mm                                                                     | 660 mm                                                                     | 660 mm                                                                     | 660 mm   |
| Treibrad-Ø                                                                 | 1400 mm                                                                    | 1400 mm                                                                    | 1400 mm                                                                    | 1400 mm                                                                    | 1400 mm                                                                    | 1400 mm  |
| Laufrad-Ø vorne                                                            | 970 mm                                                                     | 970 mm                                                                     | 970 mm                                                                     | 970 mm                                                                     | 970 mm                                                                     | 970 mm   |
| Laufrad-Ø hinten                                                           | –                                                                          | –                                                                          | –                                                                          | –                                                                          | –                                                                          | –        |
| fester Radstand                                                            | 3600 mm                                                                    | 3600 mm                                                                    | 3600 mm                                                                    | 3600 mm                                                                    | 3600 mm                                                                    | 3600 mm  |
| Gesamtradstand                                                             | 6150 mm                                                                    | 6150 mm                                                                    | 6150 mm                                                                    | 6150 mm                                                                    | 6150 mm                                                                    | 6150 mm  |
| Gesamtradstand + Tender                                                    | 12495 mm                                                                   | 12495 mm                                                                   | 12495 mm                                                                   | 12495 mm                                                                   | 12495 mm                                                                   | 12495 mm |
| Heizfl. d. Rohre                                                           | 138,5 m²                                                                   | 138,5 m²                                                                   | 138,5 m²                                                                   | 135,8 m²                                                                   | 135,8 m²                                                                   |          |
| Heizfl. d. Feuerbüchse                                                     | 9,50 m²                                                                    | 9,50 m²                                                                    | 9,50 m²                                                                    | 9,50 m²                                                                    | 9,50 m²                                                                    | 9,50 m²  |
| Rostfl.                                                                    | 2,20 m²                                                                    | 2,20 m²                                                                    | 2,20 m²                                                                    | 2,20 m²                                                                    | 2,20 m²                                                                    | 2,20 m²  |
| Dampfdruck                                                                 | 12                                                                         | 12                                                                         | 12                                                                         | 12                                                                         | 12                                                                         | 12       |
| Tender                                                                     | 47                                                                         | 47                                                                         | 47                                                                         | 47                                                                         | 47                                                                         | 47       |
| Gewicht (leer)                                                             | 46,5 t                                                                     | 46,0 t                                                                     | 45,8 t                                                                     | 45,8 t                                                                     | 46,1 t                                                                     |          |
| Adhäsionsgewicht                                                           | 39,5 t                                                                     | 39,2 t                                                                     | 40,2 t                                                                     | 40,2 t                                                                     | 40,2 t                                                                     |          |
| Dienstgewicht                                                              | 50,5 t                                                                     | 50,0 t                                                                     | 50,6 t                                                                     | 50,6 t                                                                     | 51,3 t                                                                     |          |
| Dienstgewicht + T                                                          | 82,8 t                                                                     | 82,3 t                                                                     | 82,9 t                                                                     | 82,9 t                                                                     | 84,8 t                                                                     |          |
| Wasser                                                                     | 12,0 m³                                                                    | 12,0 m³                                                                    | 12,0 m³                                                                    | 12,0 m³                                                                    | 12,0 m³                                                                    | 12,0 m³  |
| Kohle                                                                      | 7,5 m³                                                                     | 7,5 m³                                                                     | 7,5 m³                                                                     | 7,5 m³                                                                     | 7,5 m³                                                                     | 7,5 m³   |
| Länge                                                                      | 9,297 m                                                                    | 9,497 m                                                                    | 9,497 m                                                                    | 9,497 m                                                                    | 9,497 m                                                                    |          |
| Länge + Tender                                                             | 15,897 m                                                                   | 16,097 m                                                                   | 16,097 m                                                                   | 16,097 m                                                                   | 16,097 m                                                                   |          |
| Höhe                                                                       | 4,550 m                                                                    | 4,550 m                                                                    | 4,550 m                                                                    | 4,550 m                                                                    | 4,550 m                                                                    | 4,550 m  |

Die Dampflokomotivreihe kkStB 260 war eine Güterzug-Schlepptenderlokomotivreihe der kkStB, die ursprünglich von der Kaiser Ferdinands-Nordbahn (KFNB) stammte.

## Geschichte
Die KFNB bestellte 1893 bei der Wiener Neustädter Lokomotivfabrik 12 Stück Güterzuglokomotiven der Bauart 1C.
Dabei waren je 6 Zwillingslokomotiven und je 6 Verbundmaschinen.
Bei Tests stellte sich heraus, dass die Verbund- den Zwillingsmaschinen überlegen waren.
Daher wurden in Folge nur mehr Verbundlokomotiven dieser Reihe nachbestellt.
Die Nachbestellungen erfolgten einerseits von der KFNB, andererseits von der kkStB, nachdem die KFNB verstaatlicht worden war.
Insgesamt wurden bis 1908 221 Maschinen beschafft.
Sie wurden nicht nur von Wiener Neustadt gebaut, sondern auch von Floridsdorf und den Lokomotivfabriken der StEG und der BMMF.
Bei der KFNB gehörten sie der Reihe VIII an und hatten die Nummern 525–745.
Bei der kkStB bildeten die Lokomotiven die Reihe 260, wobei die Zwillingsmaschinen die Nummern 260.01–06 erhielten und die Verbundlokomotiven
die Nummern 260.10–225.
Nach dem Ersten Weltkrieg kamen 122 Stück als Reihe 333.1 an die ČSD, 62 Stück als Reihe Ti11 an die PKP und 3 kamen als spätere JDŽ 130-001–003 zur Staatsbahn SHS.
Nach Abzug der Kriegsverluste blieben nur 26 Stück, die zur BBÖ kamen.
Im Jahre 1938 waren nur noch sieben Stück übrig, die die Deutsche Reichsbahn als 54.101–107 einreihte.
Durch die Abtretung der Sudetengebiete kamen weitere 19 Stück zur DR (54.108–126).
Im Verlauf der Kampfhandlungen kamen noch 27 polnische Maschinen dieser Bauart als 54.141–167 zur DR.
Die fehlenden Ordnungsnummern 127–140 waren für Lokomotiven aus dem Olsa-Gebiet vorgesehen, wurden aber wegen Abgabe der Maschinen an die Protektoratsbahnen nie eingereiht.
Nach dem Zweiten Weltkrieg verblieben den österreichischen Staatsbahnen nur mehr zwei Stück dieser Reihe.
Im neuen Nummernschema der ÖBB von 1953 scheint nur mehr die ÖBB 154.106 auf.
Sie wurde bereits 1954 kassiert.
Die ČSD musterte ihre Lokomotiven bis 1964 aus.